# Чиле на Летњим олимпијским играма 1920.
Чиле је учествовало на Летњим олимпијским играма 1920. у Антверпену. То је било треће учешће Чилеа на олимпијским играма, а представља су га двијица такмичара који су се такмичилим у атлетици. 
Представници Чилеа нису освојили ниједну медаљу, тако да је и после ових игара остао у групи земаља које нису освајале олимпијске медаље.

## Резултати

### Мушкарци
| Атлетичар     | Дисциплина   | Група    | Група | Финале           | Финале       | Детаљи |
| Атлетичар     | Дисциплина   | Резултат | Место | Резултат         | Место        | Детаљи |
| ------------- | ------------ | -------- | ----- | ---------------- | ------------ | ------ |
| Juan Bascunan | Маратон*     |          |       | 3:17:47,0        | 33 / 35 (48) |        |
| Артуро Медина | Бацање копља | 43,90    | 16    | Није се пласирао | 16 / 25 (25) |        |

- Стаза маратонске трке била је дужа, а износила је 42,750 метара.